# Rummu
Rummu est un petit bourg de la commune de Vasalemma du comté de Harju en Estonie .
Au 31 décembre 2011, il compte 1088 habitants.
Une carrière de calcaire à ciel ouvert a été utilisée pendant l'ère soviétique (1939-1990) comme un camp de travail forcé. Après l'arrêt de l'exploitation, la carrière n'étant plus drainée, les eaux souterraines se sont infiltrées et ont formé un lac.

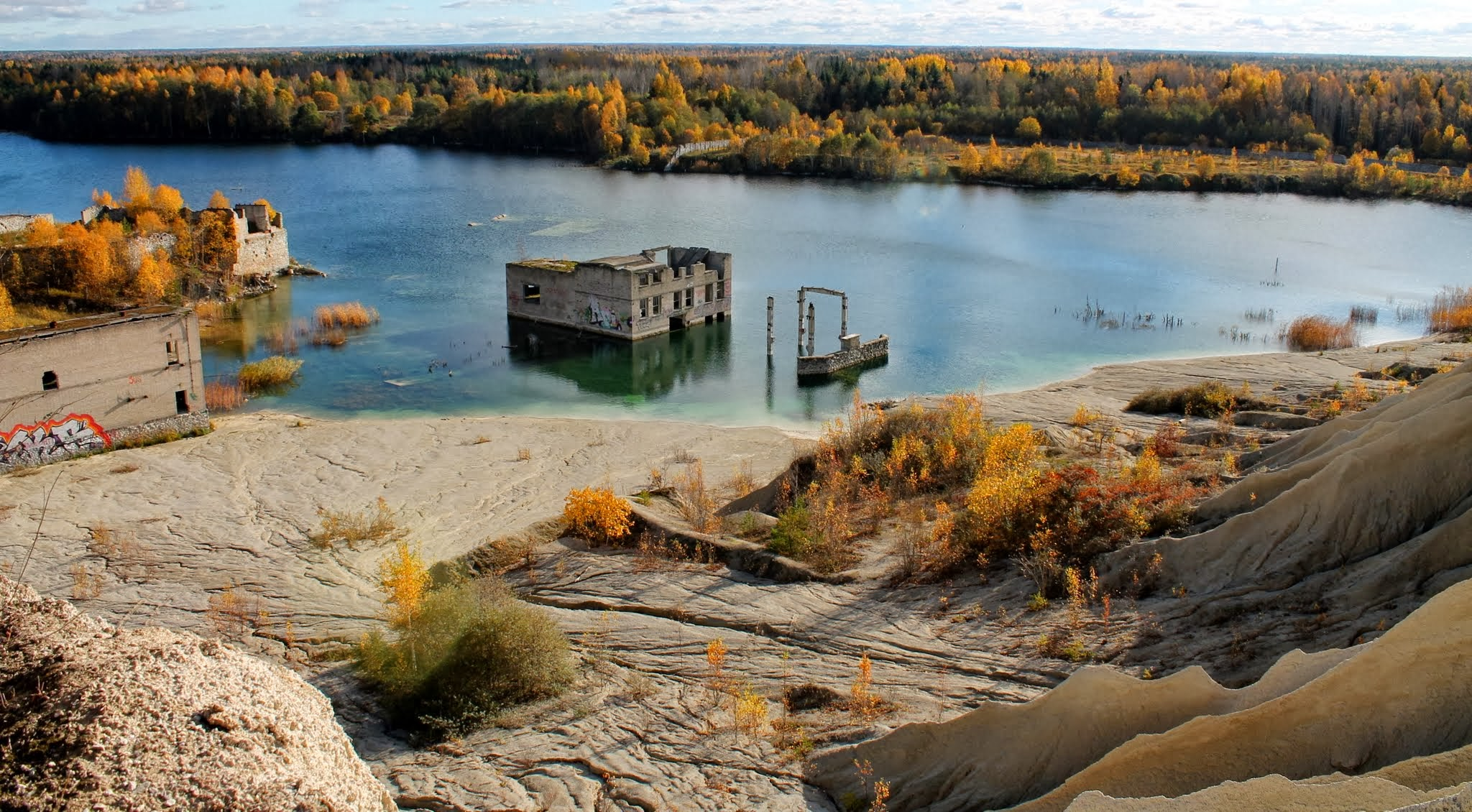
La carrière de Rummu sous les eaux.